# Modelatge (art)
En arts plàstiques, s'entén per modelatge la creació d'una representació o imatge (el model) d'un objecte real. El modelatge es refereix generalment a la creació manual d'una imatge tridimensional (el model) de l'objecte real, per exemple en argila, fusta o altres materials. En altres paraules, es tracta de crear un objecte ideal que reflecteix certs aspectes d'un objecte real, com crear una escultura o una pintura.
Un model és per tant una representació parcial o simplificada de la realitat que recull aquells aspectes de rellevància per a les intencions del modelador, i de la qual es pretén extreure conclusions de tipus predictiu. Es modela per a comprendre millor o explicar millor un procés o unes observacions. Un mateix objecte pot ser modelat amb diferents tècniques i diferents intencions, de manera que cada model ressalta només certs aspectes de l'objecte.
Per exemple, un model per a una escultura és un esbós, un intent preliminar, generalment realitzat en materials més econòmics que l'escultura definitiva. El model serveix com a base per a la realització del treball definitiu.
En pintura, el modelatge s'utilitza per suggerir un volum o imatge de ple volum. Des de la pintura rupestre, com en les coves d'Altamira, ja s'aconseguia aquest efecte utilitzant el mateix relleu de les roques sobre les quals es pintava. Altrament, el modelatge s'aconsegueix amb les gradacions de les llums i les ombres. Els tenebristes tenen la característica d'utilitzar un contrast dur, molt fort, mentre que a la pintura renaixentista, és molt més suau.